# Spider-Man en otros medios
El personaje de Marvel Comics Spider-Man ha aparecido en varios otros medios de comunicación desde su primera aparición en Amazing Fantasy #15 en agosto de 1962. Spider-Man ha sido el personaje principal en nueve series animadas y una serie de televisión de acción en vivo. El héroe protagoniza también cinco películas de acción en vivo, entre las que se encuentran Spider-Man (2002), Spider-Man 2 (2004), Spider-Man 3 (2007), The Amazing Spider-Man (2012), The Amazing Spider-Man 2: Rise of Electro (2014). En la trilogía dirigida por Sam Raimi, el superhéroe es interpretado por Tobey Maguire, mientras que en las dos películas dirigidas por Marc Webb, Spider-Man es interpretado por Andrew Garfield. Él volvería a interpretar al héroe en The Amazing Spider-Man 3 (2016) y The Amazing Spider-Man 4 (2018), sin embargo ambos proyectos fueron cancelados. Tom Holland interpreta a este personaje en el Universo cinematográfico de Marvel.

## Televisión
Spider-Man ha sido adaptada a la televisión varias veces, como una serie de televisión de acción en vivo de corta duración, una serie tokusatsu japonesa, y varias series animadas. También estaban los segmentos Spidey Super Stories de la serie educativa de PBS The Electric Company, que mostraba a Spider-Man (interpretado por Danny Seagren) que no hablaba en voz alta, sino que utilizaba globos de diálogo.

### Década de 1960
- La primera serie animada sobre el superhéroe, Spider-Man, fue transmitida desde 1967 hasta 1970.[2]

### Década de 1970

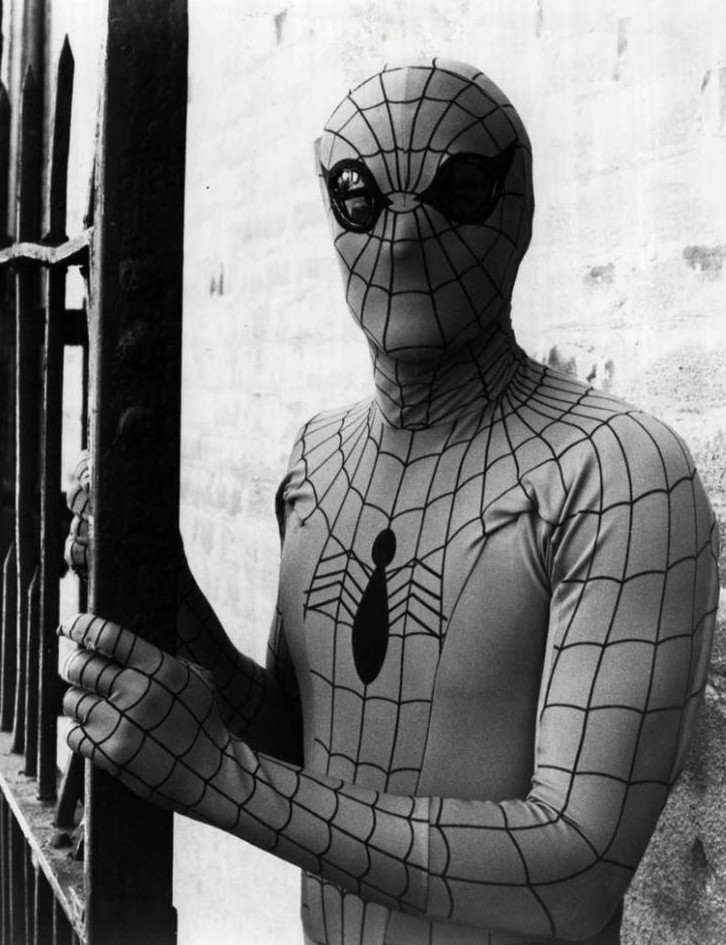
Nicholas Hammond en Amazing Spider-Man (1977).

- Desde 1978 a 1979, Nicholas Hammond personificó a Peter Parker/Spider-Man en la serie de televisión de acción en vivo The Amazing Spider-Man. La serie de corta duración, que había comenzado como una película para televisión en 1977, fue creada antes de la popular serie de televisión de la misma década The Incredible Hulk, y duró dos temporadas abreviadas que constaron de 13 episodios durante las temporadas 1977/78 y 1978/79. La serie concluyó con un episodio de dos horas el 6 de julio de 1979.[3]
- Takuya Yamashiro (山城拓也 Yamashiro Takuya?) es Spider-Man en la serie de televisión de Spider-Man japonesa, producida por Toei Company.

### Década de 1980
- Dos series animadas de Spider-Man salieron al aire en televisión en 1981:
  - La serie sindicada Las nuevas aventuras de Spider-Man que duró una temporada de veintiséis episodios.
  - La más popular Spider-Man and His Amazing Friends, que salió al aire en la cadena NBC por tres temporadas (en total veinticuatro episodios).[4]

### Década de 1990
- Quizás como una especie de anuncio, la mano de Spider-Man aparece disparando una telaraña para salvar a un ciudadano en el episodio de la tercera temporada de X-Men La saga Fénix V: el hijo de la Luz. Este episodio salió al aire sólo meses antes de la serie de larga duración del lanzarredes, Spider-Man, que duró cinco temporadas de 1994 a 1998, en total 65 episodios, en el bloque de programación de la tarde de Fox Broadcasting Company, Fox Kids (en la serie, Spider-Man contó con la voz de Christopher Daniel Barnes en la versión en inglés, y la de Toshiyuki Morikawa en el doblaje japonés, que más tarde puso voz a Venom en el doblaje japonés de Spider-Man 3), Esa serie continuó como Spider-Man Unlimited al año siguiente.
- En la serie animada Iron Man, cuando un hacker causa que H.O.M.E.R., la inteligencia artificial de Stark, funcione mal, menciona a Peter Parker.

### Década de 2000
- Se hace una pequeña referencia a Spider-Man en el episodio de X-Men: Evolution En las alas de un Ángel, cuando Ángel es vista leyendo El Clarín, el diario para el que trabaja Peter Parker.
- En 2003, MTV transmitió Spider-Man: The New Animated Series, una serie hecha con Imágenes generadas por computadora basada vagamente en la película de 2002, desarrollada por Mainframe Entertainment.[5]
- Una nueva serie, The Spectacular Spider-Man, se estrenó el 8 de marzo de 2008 y duró dos temporadas. La voz del superhéroe fue prestada por Josh Keaton.

### Década de 2010
- Ultimate Spider-Man fue transmitida en Disney XD en 2012. La voz del arácnido fue prestada por Drake Bell. Esta versión lo hace formar equipo con Iron Fist, Nova, Luke Cage y White Tiger mientras se entrena con S.H.I.E.L.D.
- Spider-Man aparece en el episodio The Avengers: Earth's Mightiest Heroes, La llegada de la Araña, nuevamente con la voz de Drake Bell. Originalmente iba a ser Josh Keaton quien retomara su papel de The Spectacular Spider-Man.[cita requerida] Spider-Man reaparece en el episodio Nuevos Vengadores como un miembro de los Nuevos Vengadores, junto con Luke Cage, Máquina de Guerra, Wolverine, Puño de Hierro y la Mole. Spider-Man asume el liderazgo del equipo, libera a los Vengadores y se las arregla para derrotar a Kang el Conquistador. Luego de la batalla, él se une oficialmente a los Vengadores como un miembro de la reserva. Spider-Man regresa en el episodio final de la segunda temporada Vengadores unidos en la batalla contra Galactus y sus secuaces.
- Spider-Man aparece en el especial animado del verano de 2013 Phineas y Ferb: Misión Marvel con Drake Bell repitiendo su papel.[6]
- Spider-Man aparece en el episodio de Hulk and the Agents of S.M.A.S.H., "El Coleccionista", una vez más con la voz Drake Bell. Él se une a Hulk para derrotar al Coleccionista, también aparece en el episodio "El Venom Interior". En la temporada 2, aparece en "Araña, Agrande al Dinosaurio", "Un Futuro Aplastante, Parte 1: La Era de los Dinosaurios", como Spider-Raptor y "Planeta Monstruo, Parte 2".
- Spider-Man aparece en varios episodios de la serie de anime Marvel Disk Wars: The Avengers de 2017, interpretada por Shinji Kawada en japonés y Robbie Daymond en inglés.[7]
- Spider-Man aparece en el episodio de la temporada 1, Avengers Assemble, "El Día Libre de Hulk" como un vendedor de hot dogs, con Drake Bell repitiendo su papel. Al igual en el episodio "Planeta Doom" y en la temporada 2, "Los Vengadores Desunidos" y "Vengadores de Incógnito" (sin voz). La temporada 5, su voz interpreta a Robbie Daymond (de Spider-Man de 2017).
- Spider-Man aparece en Lego Marvel Super Heroes: Maximum Overload, nuevamente con la voz de Drake Bell.
- Spider-Man, una nueva serie animada de Spider-Man se anunció en octubre de 2016 para reemplazar a Ultimate Spider-Man. Peter Parker/Spider-Man tiene la voz de Robbie Daymond.[8]
- Spider-Man aparece en los episodios de Guardianes de la Galaxia temporada 3, "De vuelta al ritmo de Nueva York" y "Entra Carnage", nuevamente con la voz de Robbie Daymond (de Spider-Man de 2017).

### Década de 2020
- Spider-Man aparece en Marvel's Spidey and His Amazing Friends. Peter Parker / Spider-Man será interpretado por Benjamin Valic.[9]
- Spider-Man aparece en la serie de Disney+ de 2021, What If...?, que también se desarrolla en el Universo cinematográfico de Marvel.[10]
- La versión de Spider-Man de la serie de 1994 hace un cameo sin hablar en el final de temporada de tres partes de X-Men '97, "Tolerancia es extinción". En la Parte 1, él se encuentra entre los testigos de la onda de pulso electromagnético (EMP) enviada por todo el mundo por Magneto al escapar del cautiverio de Bastion.[11]En la parte 3, Parker es visto viendo las noticias sobre la inminente colisión del Asteroide M con la Tierra en una transmisión pública junto a Mary Jane Watson, a quien ha traído de regreso a la línea de tiempo actual.[12]
- En 2025 aparece en Disney + la serie de animación Your Friendly Neighborhood Spider-Man.
- En el segundo capítulo de Daredevil: Born Again, Kingpin menciona a Spider-Man cómo parte de su campaña contra los vigilantes de la Ciudad de Nueva York. Indicando que este posiblemente empieza a ganarse un puesto en la galería de villanos del héroe.

## Películas
Todas las películas de Spider-Man se encuentran entre la lista de las Películas con las mayores recaudaciones.

### The Amazing Spider-Man(1977)
Nicholas Hammond interpretó a Spider-Man/Peter Parker en pantalla en las películas para televisión de 1977 The Amazing Spider-Man, así como también sus secuelas Spider-Man Strikes Back y Spider-Man: The Dragon's Challenge.

### The Green Goblin's Last Stand(1992)
Una película de 1992 hecha por fanes, basada en la historia The Night Gwen Stacy Died, del cómic The Amazing Spider-Man. Fue escrita, dirigida y protagonizada por el actor y doble Dan Poole. Fue aclamada por sus acrobacias de alto riesgo y marketing de guerrilla.

### Películas de Sam Raimi

#### Spider-Man(2002)
Spider-Man se estrenó 3 de mayo de 2002. Fue dirigida por Sam Raimi y protagonizada por el actor Tobey Maguire como Peter Parker. La película cuenta con varios efectos CGI para llevar a Spider-Man a la vida. Aunque la adaptación cinematográfica se tomó libertades con la historia y los poderes del personaje—notablemente, él fue mordido por una araña modificada genéticamente en vez de una araña radiactiva (una idea que salió de Ultimate Spider-Man), tenía telarañas orgánicas en lugar de mecánicas, y hacía largo tiempo estaba enamorado de Mary Jane Watson—, en general fue fiel al personaje y ampliamente aceptada por los espectadores. Se estrenó con un récord de 114,8 millones de dólares y recaudó más de 403 millones de dólares en Estados Unidos y Canadá, la mayor recaudación norteamericana de todas las películas estrenadas ese año, aunque fue sobrepasada internacionalmente (véase Anexo:Cine en 2002). El villano de esta película fue el Duende Verde interpretado por Willem Dafoe.

#### Spider-Man 2(2004)
Spider-Man 2 fue la segunda película más exitosa financieramente de 2004 en Norteamérica y la tercera internacionalmente (véase Anexo:Cine en 2004). Se estrenó en más cines norteamericanos (4152) que cualquier película anterior. Su día de estreno original era el 2 de julio de 2004, pero fue movida al 30 de junio de 2004. Su recaudación del primer día (40,5 millones de dólares) superó el récord de 39,4 millones de dólares de su predecesora. Spider-Man 2 también fue la primera película estrenada en formato Universal Media Disc para la PlayStation Portable, que venía gratis junto con el primer millón de PSP vendidos en Estados Unidos. El villano de la película fue el Doctor Octopus, interpretado por Alfred Molina.

#### Spider-Man 3(2007)
Spider-Man 3 comenzó a producirse en 2005 con el director Raimi. El estudio estrenó la película el 4 de mayo de 2007, sobre un presupuesto mayor a 250 millones de dólares. En la película aparecen tres villanos: el Hombre de Arena, interpretado por Thomas Haden Church; el Duende Verde II, interpretado por James Franco; y Venom, interpretado por Topher Grace. Bryce Dallas Howard interpreta a Gwen Stacy. La trama se centra en los problemas en la relación entre Peter y Mary Jane, los cuales se agravaron con la llegada de un simbionte alienígena que se apodera del traje de Spider-Man y, a pesar de incrementar sus poderes, también amplifica su ira, arrogancia y otros aspectos negativos de su personalidad. A pesar de las reseñas mixtas de parte de los críticos, Spider-Man 3 se estrenó con un récord de ventas de 59 millones de dólares en su primer día.

### Películas de Marc Webb

#### The Amazing Spider-Man(2012)
The Amazing Spider-Man comenzó a producirse en diciembre de 2010 y fue dirigida por Marc Webb y escrita por James Vanderbilt, Alvin Sargent y Steve Kloves. Avi Arad y Laura Ziskin produjo la película en 3D estrenada el 3 de julio de 2012. Andrew Garfield asumió el papel de Peter Parker. En la película aparece el villano el Lagarto interpretado por Rhys Ifans y el interés amoroso de Parker Gwen Stacy interpretada por Emma Stone.

#### The Amazing Spider-Man 2: Rise of Electro(2014)
Una secuela, The Amazing Spider-Man 2: Rise of Electro, fue anunciada en agosto de 2012. Garfield, Stone, Field y Sheen repiten sus papeles con Jamie Foxx, Dane DeHaan, Paul Giamatti, Colm Feore, Felicity Jones y Chris Cooper uniéndose al reparto. La producción comenzó en febrero de 2013 para estrenarse el 2 de mayo de 2014.

### Películas del Universo cinematográfico de Marvel
En febrero de 2015, Sony, Marvel Studios y The Walt Disney Company anunciaron un acuerdo para que Spider-Man apareciera en el UCM, con Tom Holland interpretando al personaje.

#### Iron Man 2(2010)
En Iron Man 2, Max Favreau (hijo del director Jon Favreau) interpreta a un niño con una máscara de Iron Man valientemente frente a los drones de Justin Hammer. Holland confirmó en 2017 que se decidió retroactivamente que el niño era un joven Parker.

#### Ant-Man(2015)
La primera referencia a Spider-Man dentro del Universo cinematográfico de Marvel después del acuerdo con Sony se encuentra al final de Ant-Man. Según el director Peyton Reed, la referencia la hace un reportero que le dice a Sam Wilson (que está buscando a Ant-Man): "Bueno, tenemos de todo hoy en día. Tenemos un tipo que salta, tenemos un tipo que se balancea, tenemos un tipo que trepa por las paredes, tienes que ser más específico".

#### Capitan America: Civil War(2016)
La primera aparición de Peter Parker en el Universo cinematográfico de Marvel ocurre en Capitán América: Civil War (2016), cuando Tony Stark lo recluta para luchar junto a su facción de Los Vengadores durante la Guerra Civil de los Vengadores. En la escena escena poscréditos, juega con un dispositivo que proyecta la señal de araña en el techo de su habitación.

#### Spider-Man: Homecoming(2017)
En Spider-Man: Homecoming (2017), dirigida por Jon Watts, Parker equilibra su vida en la escuela secundaria con sus deberes como Spider-Man, mientras es asesorado por Tony Stark y se enfrenta a Adrian Toomes / Buitre. El traje de Spider-Man que obtuvo de Stark tiene su propia I.A. a la que llama Karen (con la voz de Jennifer Connelly).

#### Avengers: Infinity War(2018)
En Avengers: Infinity War (2018), Parker se une a Stark, Stephen Strange, Peter Quill, Drax, Mantis y Nebula en la lucha contra Thanos en el planeta Titán mientras usa la armadura Araña de Hierro y es víctima del Blip.

#### Avengers: Endgame(2019)
En Avengers: Endgame (2019), Spider-Man es devuelto a la vida justo antes de la Batalla de la Tierra, a la que lucha en la batalla, lo que resulta en que Stark se sacrifique para matar a Thanos y su ejército. Peter luego lamenta la pérdida de su mentor junto a James Rhodes y Pepper Potts, y asiste a su funeral junto a su tía May Parker.

#### Spider-Man: Far From Home(2019)
Holland repite su papel en Spider-Man: Far From Home (2019). Ambientada en 2024, lo encuentra en un viaje escolar a Europa donde Nick Fury y Quentin Beck solicitan su ayuda para luchar contra los Elementales, antes de descubrir esta mentira. En una escena a mitad de los créditos, el reportero J. Jonah Jameson de TheDailyBugle.net aparece en una pantalla gigante y culpa a Spider-Man por los ataques de los Elementales, transmitiendo imágenes documentadas del incidente, filmadas y grabadas por Beck, en las que incrimina a Spider-Man por su "muerte" y expone la verdadera identidad de Spider-Man como Peter Parker, lo cual deja a Peter sumamente sorprendido por la revelación de su identidad secreta.
El comunicado de prensa hogareño de Far From Home presenta un cortometraje titulado Peter's To-Do List, que eran escenas eliminadas del estreno en cines.

#### Spider-Man: No Way Home(2021)
Holland repetirá su papel en la próxima Spider-Man: No Way Home (2021). La película sigue a Parker después de que su identidad fuera expuesta al final de Far From Home. Es al final de esta película que la versión de Spider-Man de Holland se convierte en la primera encarnación del personaje sin nombre ni identidad civil real. Esta película que trata y explora el concepto del multiverso, lo que permite a los actores anteriores de Spider-Man retomar sus papeles, como Maguire y Garfield, en sus versiones del personaje, llamados "Peter-Dos" y "Peter-Tres", respectivamente, para diferenciarse del Parker de Holland ("Peter-Uno"), que finalmente aparece con Dafoe, Molina, Church, Ifans y Foxx y también repiten sus papeles de Osborn, Octavius, Marko, Connors y Dillon de las películas Raimi y Amazing Spider-Man.

### Universo Spider-Man de Sony

#### Spider-Man: Un nuevo universo(2018)
Se desechó una escena no utilizada que involucraba un cameo que consistía en la versión holandesa de Spider-Man, junto con las versiones de Tobey Maguire y Andrew Garfield en la película animada Spider-Man: Un nuevo universo (2018). Tom Holland también habló en una entrevista indicando que se consideraba que su versión del personaje tenía otro cameo menor que involucraba una escena en la que camina mezclándose con la multitud.

#### Venom: Let There Be Carnage(2021)
En la escena poscréditos de Venom: Let There Be Carnage (2021), Parker hace una aparición a través de imágenes de Spider-Man: No Way Home. La escena muestra su incriminación por la muerte de Mysterio siendo presenciada por Eddie Brock, quien acababa de ser transportado instantáneamente al universo de Parker.

#### Morbius(2022)
En la segunda escena de la mitad de los créditos de la película Morbius (2022), El Buitre aparece en encontrarse con Michael Morbius y le menciona que sospecha que Spider-Man es la causa de que lo saquen de su Tierra.

## Películas canceladas

### The Amazing Spider-Man 3(2016) yThe Amazing Spider-Man 4(2018)
Sony Pictures Entertainment anunció que habían establecido fechas de estreno para las próximas dos películas de Spider-Man. Una tercera película sería estrenada el 10 de junio de 2016 y una cuarta se estrenaría el 4 de mayo de 2018. Pero finalmente fueron canceladas.

### Spin-offs
Sony anunció dos spin-offs de la franquicia de The Amazing Spider-Man que se centrarán en los villanos Venom y los Seis Siniestros.

### Cameos

#### X-Men(2000)
Durante la producción de X-Men, Spider-Man hizo un breve cameo en una parte eliminada de la escena en la que Cíclope, Jean y Tormenta se dirigen al interior de la Estatua de la Libertad.

## Novelas y libros
Spider-Man aparece en tres novelas originales de Marvel publicadas en la década de 1970 por Pocket Books: Mayhem in Manhattan por Len Wein y Marv Wolfman, y Crime Campaign y Murder Moon, ambas por Paul Kupperberg. En la década de 1990, Byron Preiss publicó una serie de novelas basadas en Marvel Comics, editadas por Keith R. A. DeCandido, y escrita por varios autores incluyendo a Adam-Troy Castro, Tom DeFalco y Diane Duane; Preiss también publicó dos antologías de relatos de Spider-Man. La licencia de Byron Preiss finalmente caducó, y el nuevo titular de la licencia, Pocket Star (una impresión de Pocket Books), publicó Down These Mean Streets, por DeCandido, en 2005. En 2006, ellos publicaron The Darkest Hours por Jim Butcher, y en 2007, Drowned in Thunder por Christopher L. Bennett. Algunas de las novelas de Preiss fueron uniones con otros personajes de Marvel (incluyendo los X-Men, Iron Man y Hulk), mientras otras fueron sólo aventuras. Las novelas de Byron Preiss compartían una continuidad común y ocasionalmente referenciaban eventos en novelas anteriores, mientras las novelas posteriores incluían una línea de tiempo.
También un número de libros infantiles de Spider-Man fueron publicados, desde lectores principiantes y libros ilustrados hasta novelas. Entre las guías turísticas se encontraban Spider-Man: The Ultimate Guide, por Tom DeFalco y Spider-Man: Inside the World of Your Friendly Neighborhood Hero por Matthew K. Manning, ambas de Dorling Kindersley Publishing.

## Tira de periódico
El tira cómica de periódico The Amazing Spider-Man apareció por primera vez el 3 de enero de 1977. Producida por Marvel y sindicada por el Register and Tribune Syndicate hasta 1985, Cowles Media Company en 1986, y King Features Syndicate desde 1990, la tira cómica fue exitosa en una era con unas tiras de aventuras serializadas. La tira creció lentamente en circulación y hasta 2012 siguió siendo publicada. Primero fue escrita por el cocreador de Spider-Man Stan Lee e ilustrada por John Romita Sr. El hermano de Stan Lee, Larry Lieber, ilustró y más tarde escribió la tira durante la mayor cantidad de su carrera. En 1992, Paul Ryan se apoderó del lápiz final (con el entintado de Joe Sinnott) en la versión del domingo de la tira y la dibujó por tres años. Desde 1997, Larry Lieber hace los lápices finales de los cómics diarios Alex Saviuk los entinta, mientras Saviuk hace los lápices finales de las tiras del domingo y Joe Sinnott los entinta. En años recientes, Roy Thomas le ha proporcionado a Stan una ayuda no acreditada en el guion de la tira, con Roy escribiendo sobre su papel en la tira recientemente en sus editoriales junto con su alter ego revista/fanzine publicada por TwoMorrows.
Los primeros arcos argumentales en la tira de periódico iban a un ritmo muy parecido al de los cómics, y una historia completa se desarrollaba en unos dos meses de tiras diarias y de domingo. Mientras la tira y el cómic presentas los mismos personajes, ellos no comparten la misma continuidad. La tira difiere de las tramas establecidas en los cómics, más notablemente en los villanos que Spider-Man enfrenta y la mujer con la que Peter Parker sale. Varios villanos que nunca han aparecido en otros medios fueron introducidos, incluyendo a Rattler, un hombre que adquirió características similares a las de una serpiente. Una inusual excepción fue el casamiento de Peter Parker y Mary Jane Watson en 1987, el cual ocurrió tanto en el cómic como en la tira cómica.
El 31 de diciembre de 2008, la tira anunció grandes cambios. Al día siguiente la tira se sometió a un reboot, presentando a Peter Parker como un joven soltero que vive solo en un apartamento renovado, asiste a la universidad, y sale con su mejor amiga de toda la vida Mary Jane cuando ella está disponible. El 3 de enero, se reveló en un encabezado que la línea temporal del reboot de la tira está establecida «en los días anteriores a que Peter y Mary Jane estuvieran casados.» El 24 de mayo de 2009, el matrimonio fue retomado en las tiras diarias, con la trama anterior en la que se ha revelado que Electro es un parte de un sueño. La revelación cae en la cuenta de Peter mientras Mary Jane sale de la ducha, haciendo un homenaje al infame cliffhanger de Dallas que implica el regreso de Patrick Duffy como Bobby Ewing, mientras al mismo tiempo toma una inyección en la trama de cómics convencionales Spider-Man: One More Day. Actualmente, la tira es el único lugar en el que los fanes todavía pueden leer sobre un Peter y una Mary Jane felizmente casados.
Entre las estrellas invitadas en la tira cómica se encuentran Wolverine, Daredevil y Doctor Strange. Entre los villanos se encuentran Doctor Doom, Kraven el Cazador, Rhino y Mysterio.
Una historia en la que aparece el Hombre de Arena referencia los hechos de Spider-Man 3.

### Reimpresiones
Pocket Books publicó dos libros de bolsillo reimprimiendo historias de la tira en 1980.
La Editorial Panini publicó The Daily Adventures of the Amazing Spider-Man en el Reino Unido en 2007. La colección comercial de bolsillo en blanco y negro contiene los primeros dos años de la tira de periódico.
Marvel ha publicado dos volúmenes de tapa dura de tiras de periódico, conteniendo las historias de 1977 a 1980. El primero, Spider-Man Newspapers Strips Volume 1, fue publicado en 2009, y contiene las historias hechas por Stan Lee y John Romita, Sr. Spider-Man Newspaper Strips Volume 2 fue publicada en 2011, y contiene las historias hechas por Lee, Romita y Larry Lieber.

## Series de radio
En 1995, BBC Radio encargó un audio libro de Spider-Man que salió al aire en BBC Radio 1 en más de 50 episodios los días de semana entre el 15 de enero de 1996 y el 24 de marzo de 1996. El proyecto fue coproducido por Brian May, quien también contribuyó al arreglo musical y escribió y realizó el tema musical.
El ámbito de la historia incluía una serie de personajes familiares de los cómics de Spider-Man así como personalidades del Universo Marvel, como los 4 Fantásticos, Namor el Hombre Submarino y Doctor Doom. El papel de Spider-Man fu desempeñado por William Dufris. Entre la lista de reparto se encuentra la estrella de EastEnders Anita Dobson.

## Historietas animadas de Spider-Woman
Spider-Man aparece en los cómics animados de Spider-Woman. En la serie, él tiene la voz de Geoff Boothby.

## Teatro
En los complejos de entretenimiento familiar Butlins en el Reino Unido, un musical titulado Spider-Man On Stage fue presentado en 1999. El espectáculo contó con música de Henry Marsh y Phil Pickett, y un libro y letra de David H. Bell. El álbum original de Varios Records dura 44 minutos.
En 2002, la compañía 2MA produjo el primer show de acrobacia, en Yeda , Arabia Saudita. El mismo espectáculo fue presentado en el Thorpe Park en Surrey, Inglaterra en 2003 y 2004. Spider-Man también ha hecho apariciones teatrales en pantomima en el Birmingham Hippodrome y el Churchill Theatre, en el Municipio de Bromley. En 2003, un show teatral similar llamado Spider-Man Live! hizo un tour por Norteamérica.
En los Universal Studios Hollywood en Los Ángeles, California, Una versión musical (basada vagamente en la película de 2002) titulada Spider Man Rocks! fue producida, combinando canto y secuencias de acrobacias de acción. La atracción duró desde mayo de 2002 hasta agosto de 2004, cuando fue reemplazado por Fear Factor Live!
Un musical de Broadway titulado Spider-Man: Turn Off the Dark se estrenó en el Foxwoods Theatre en Nueva York el 14 de junio de 2011. El show está dirigido por Julie Taymor y cuenta con la música de Bono y The Edge. La producción cuenta con Reeve Carney, Jennifer Damiano, T.V. Carpio y Patrick Page. El problemático musical presente en las noticias, es la pieza de teatro en vivo más costosa hasta la fecha, y cuenta con secuencias de acción de alto vuelo y acrobacias. Mantiene el récord por la mayor cantidad de ensayos previos, con 182 antes de su estreno.
Spider-Man apareció en Marvel Universe: LIVE!, una obra de teatro de exhibición que se estrenó en 2014.

## Juegos
Docenas de videojuegos protagonizados por Spider-Man, basados en cómics, animaciones, y películas, han sido lanzados para más de 15 plataformas de juego diferentes. Versiones de Spider-Man del Monopoly, ajedrez, pinball, y varios otros juegos también han sido creados. Spider-Man ha sido incluido en cada expansión de Marvel de los juegos de miniaturas coleccionables HeroClix lanzado hasta la fecha. Cartas de Spider-Man han sido incluidas tanto en el OverPower como en el VS System.
En 1980, D. Gottlieb & Co. lanzó la máquina de pinball The Amazing Spider-Man, diseñada por Ed Krinski como parte de su línea de Estrellas de Series de los 80's. La línea continuó hasta bien entrada la década de 1980.
The Amazing Spider-Man, un juego de acción de puzle desarrollado por Oxford Digital Enterprises y lanzado en 1990 por la Amiga, más tarde adaptado a Compatible IBM PC:DOS, Commodore 64, y Atari ST. El título fue lanzado por Paragon Software y cuenta con más de 250 pantallas.
En 1990, The Amazing Spider-Man vs. The Kingpin desarrollado por Sega, comenzó siendo para Sega Master System y más tarde fue adaptado a Sega Mega Drive en 1991, a Sega Game Gear en 1992, y a Sega Mega-CD en 1993. Fundamentalmente, el juego es el mismo en todas las plataformas con cada adaptación incluyendo nuevos niveles, mejores gráficos y algunas mejoras en el modo de juego. La historia involucra a Spider-Man tratando de recolectar seis llaves de seis villanos distintos para desactivar una bomba en Nueva York puesta por Kingpin. Spider-Man tiene un suplemento limitado de telarañas y la única manera de reponerse es sacando fotos, más convenientemente de los villanos, para vendérselas al Daily Bugle.
The Amazing Spider-Man es el título de un videojuego lanzado para la Nintendo Game Boy original. Fue lanzado en 1990 por LJN Ltd. (una filial de Acclaim Entertainment), y desarrollado por Rare. Es un videojuego de plataformas de vista lateral y acción. El juego consiste en correr a través de Nueva York persiguiendo supervillanos para localizar a Mary Jane Watson.
The Amazing Spider-Man 2 fue lanzado al año siguiente y fue desarrollado por B.I.T.S. Es un videojuego beat 'em up de vista lateral. Spider-Man asiste a limpiar su nombre luego de ser acusado de un crimen cometido por  Hobgoblin. En 1993, B.I.T.S. lanzó el tercer videojuego en la serie, titulado The Amazing Spider-Man 3: Invasion of the Spider-Slayers.
Así como varios juegos basado en la licencia de Spider-Man, Spider-Man también apareció en varios cross-over. Él aparece como personaje invitado en X-Men: Mutant Academy 2 y Tony Hawk's Pro Skater 2, así como aparece tanto en Marvel: Ultimate Alliance como en su secuela, Marvel: Ultimate Alliance 2. También es un personaje jugable en la serie de juegos de lucha de Capcom basados en Marvel, apareciendo primero en Marvel Super Heroes así como en todos los juegos en la serie Marvel vs. Capcom comenzando con Marvel Super Heroes vs. Street Fighter. Mientras no aparece en la serie principal debido a problemas con la licencia, Spider-Man aparece en Marvel Super Hero Squad, Marvel Super Hero Squad: The Infinity Gauntlet y Marvel Super Hero Squad Online como un personaje jugable. Él aparece como un personaje jugable en el juego de Facebook Marvel: Avengers Alliance. Varias variantes del mismo Spider-Man, aparecen como personajes jugables en el videojuego Marvel Contest of Champions. Incluyendo dos versiones del Spider-Man del UCM.
Spider-Man aparece como un personaje no disponible en el juego de 2003 X2: Wolverine's Revenge con la voz de Rino Romano. También es mencionado en el videojuego de 2013 Deadpool. Spiderman es el personaje principal de los videojuegos Spider-Man Unlimited (videojuego) con la voz de Yuri Lowenthal , spidey con la ayuda de la Red de Guerreros tiene que vencer a los Seis Siniestros de diferentes realidades y evitar que se apoderen del multiverso. Spiderman aparece en el videojuego Spider-Man (videojuego de 2018) con lowenthan repitiendo su papel, spiderman tiene que vencer a una banda de criminales llamada"Inner Demons"Tras deshacerse de ellos, Peter descubre que Martin Li, uno de los más prominentes filántropos de Nueva York, es quien lidera a los Inner Demons, bajo su alter ego Señor Negativo. Martin al ser director del albergue para desamparados F.E.A.S.T., complicará la vida personal de Peter, ya que su tía May trabaja en dicha institución.                        Para ver más videojuegos de spidey entre a:Anexo:Videojuegos de Spider-Man.

## Juguetes
De acuerdo con la revista ToyFare, Spider-Man es el personaje con más figuras de acción más que cualquier otro salvo Batman. Su primer juguete importante fue el traje de Spider-Man de 1966 de la Ideal Toy Company, hecho para la figura de acción de 12 pulgadas (30 cm) Captain Action. Se estima que sólo existen de 17 a 22 ejemplares en su caja original. ToyFare listó a este Spider-Man como la figura de acción más valiosa de más de USD 15000.
Muchas otras figuras de acción de Spider-Man han sido producidas, desde la línea Secret Wars de Mattel, hasta la más reciente de Toy Biz y Hasbro, (especialmente en la línea Spider-Man Classics, las líneas de la película de Spider-Man, y la línea Marvel Legends. También se han hecho versiones Lego y Minimates. Más de 8000 juguetes, artículos de colección y objetos misceláneos están en existencia.

## Series web
- Death Battle, episodio: Batman vs. Spider-Man — Una serie de Youtube hecha por ScrewAttack que enfrenta a dos personajes de ficción en una batalla a muerte simulada virtualmente como la de Deadliest Warrior. Tanto Batman como Spider-Man lucharon en una batalla hipotética, y Spider-Man ganó.[52]

## Spider-Man en la vida real
Entre los "Spider-Men" de la vida real se encuentran:
- "Spider Dan" Goodwin trepó el cristal de dos rascacielos en Chicago, la Torre Sears y el John Hancock Center, usando ventosas en 1981.
- Alain Robert, apodado "Spider-Man", es un escalador urbano y de rocas que ha escalado más de 70 edificios altos usando sus manos y pies, sin usar dispositivos adicionales. A veces usa un traje de Spider-Man durante sus escaladas. En mayo de 2003, le pagaron aproximadamente USD 18000 para escalar el Edificio Lloyd's de 312 pies (95 m) para promocionar el estreno de la película Spider-Man en el canal de televisión británico Sky Movies.
- Bill Strother, alias "La Araña Humana", escaló el Edificio Lamar en Augusta, Georgia en 1921.[53]
- El miembro de Fathers 4 Justice David Chuck usó un traje de Spider-Man para obtener publicidad para los derechos de los padres en Londres.[54]
- Sonchai Yoosabai, un bombero en Tailandia, es considerado el Spider-Man de la vida real. Él rescató a un niño autista de 8 años de caerse de la repisa de un edificio, escalándolo sin ninguna cuerda.[55]